# Matthias Werner (Politiker)
Matthias Werner (* 22. März 1902 in Kerpen; † 27. Januar 1975 in Heidelberg) war ein deutscher Kommunalpolitiker und ehrenamtlicher Landrat (SPD).

## Leben und Beruf
Nach dem Besuch der Volksschule und einer kaufmännischen Ausbildung war er im kaufmännischen Bereich tätig. Zuletzt als Leitender Angestellter bei Rheinbraun.
Mitglied des Kreistages des ehemaligen Kreises Bergheim (Erft) war er von 1956 bis 1961. Vom 15. November 1956 bis zum 7. April 1961 war er Landrat des Kreises Bergheim. Von 1946 bis 1969 war er Mitglied des Gemeinderates der Gemeinde Türnich. Während dieser Zeit war Werner auch Bürgermeister.
Werner war in verschiedenen Gremien des Landkreistages Nordrhein-Westfalen tätig. In Bergheim wurde die Matthias-Werner-Straße nach ihm benannt.